# Saint-Geniès-de-Comolas
Saint-Geniès-de-Comolas település Franciaországban, Gard megyében. Lakosainak száma 2013 fő (2022. január 1.). Saint-Geniès-de-Comolas Laudun-l’Ardoise, Montfaucon, Roquemaure és Saint-Laurent-des-Arbres községekkel határos.

## Népesség
A település népessége az elmúlt években az alábbi módon változott:
| Lakosok száma | 990  | 1139 | 1413 | 1821 | 1864 | 1907 | 1969 | 1997 | 1999 | 2013 |
|               | 1968 | 1982 | 1990 | 2006 | 2013 | 2015 | 2017 | 2019 | 2020 | 2022 |